# المدرسة الناصرية (المدينة المنورة)

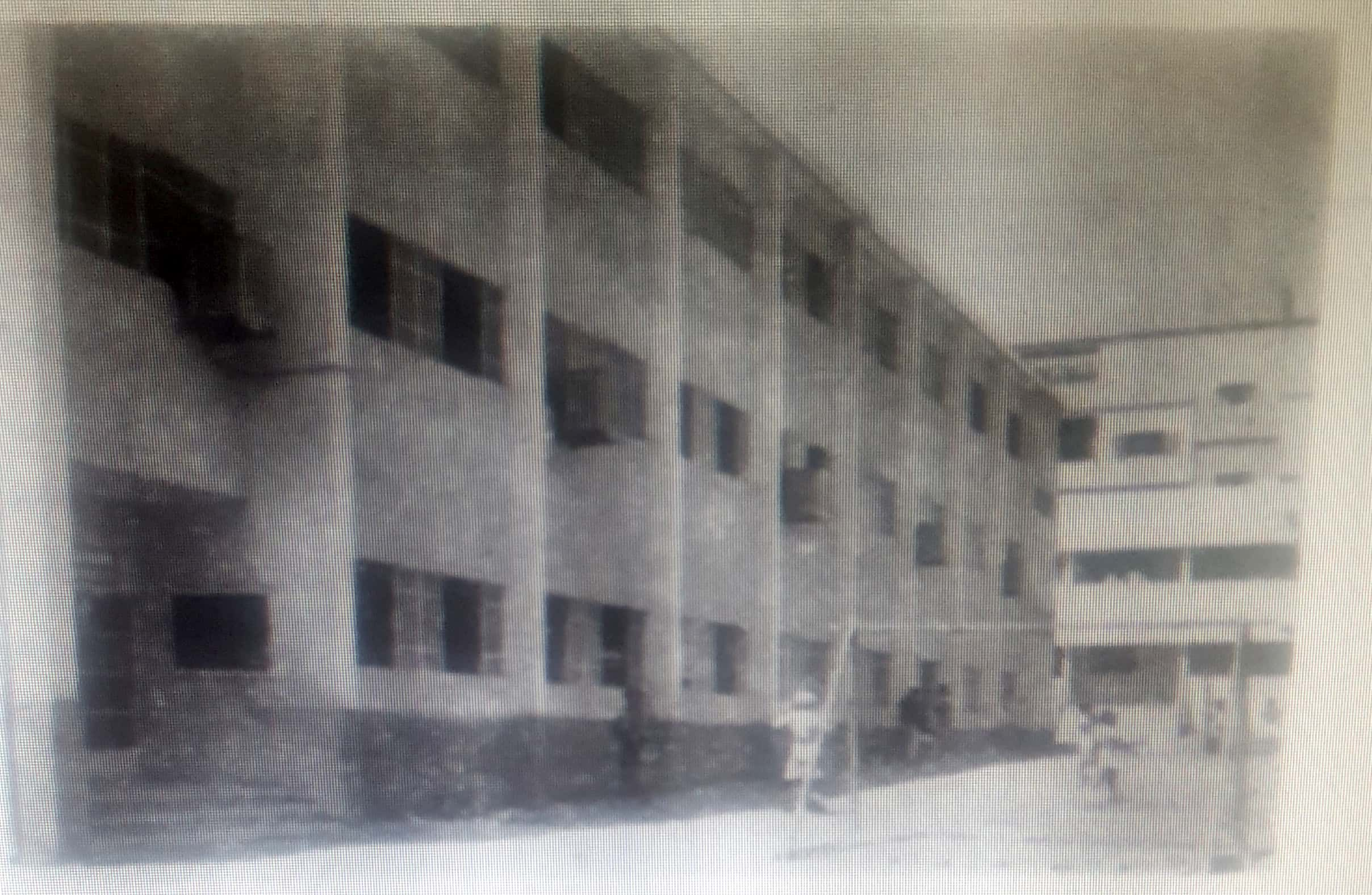
مبنى المدرسة الناصرية الحكومي الذي انتقلت إليه عام 1380هـ.

المدرسة الناصرية، أول مدرسة حكومية حديثة أنشئت في المدينة المنورة عام 1344هـ.

## تاريخ

### التأسيس

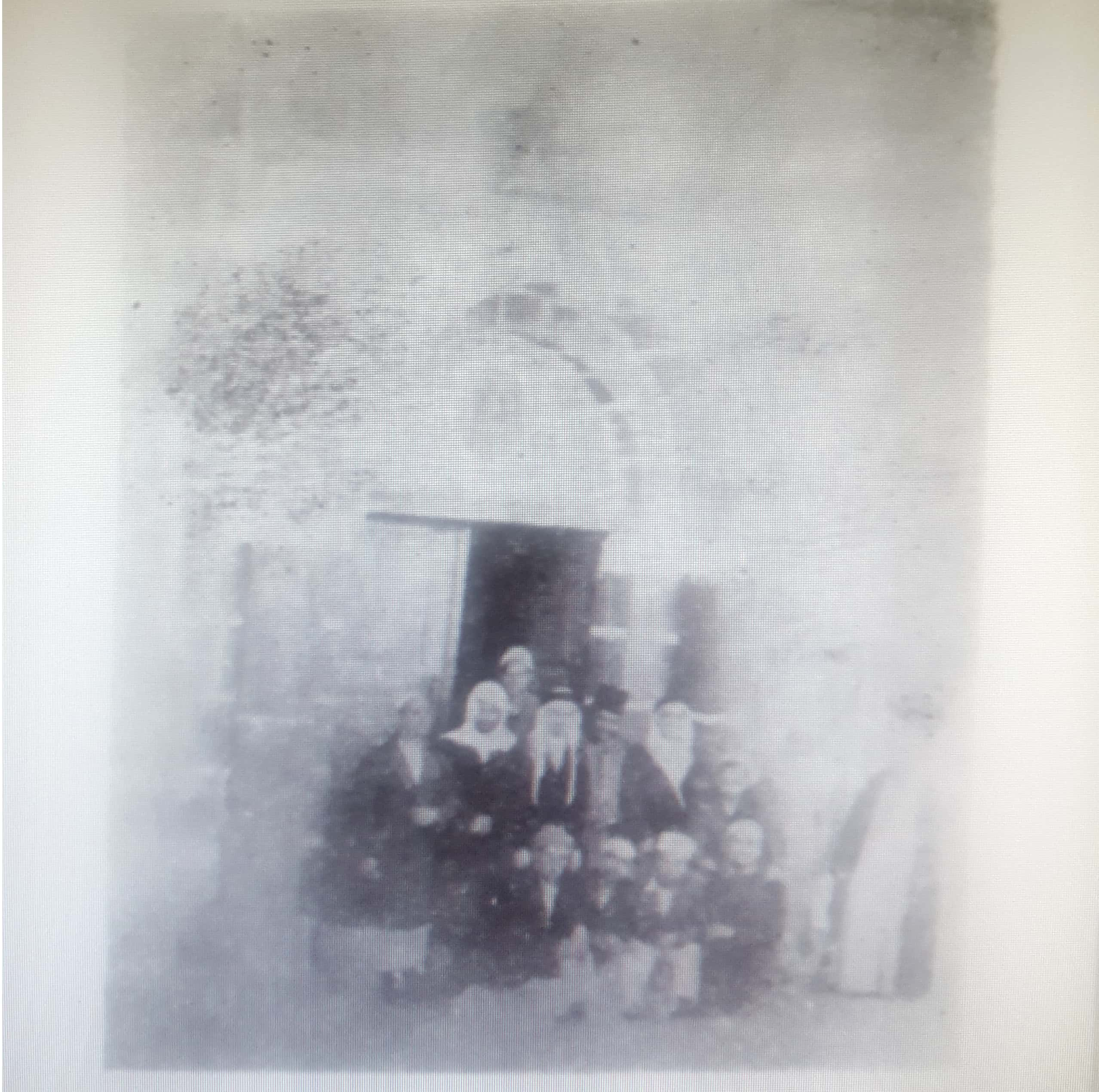
صورة المبنى القديم للمدرسة الناصرية

كانت المؤسسات التعليمية في المدينة المنورة قبل أن تنضم للحكم السعودي تتمثل في المسجد النبوي والكتاتيب بوجه عام، إلى جانب المدرسة الحكومية الوحيدة آنذاك وهي المدرسة الناصرية التي عاصرت الحكم العثماني والحكم الهاشمي، وكانت تسمى في ذلك الوقت بــ (المدرسة الابتدائية الأميرية)، وفي عام 1361هـ تغير اسمها إلى (المدرسة الناصرية)، وكانت تقع بباب المجيدي شمال شرق المسجد النبوي ولبثت المدرسة في المبنى ذاته حتى دخل في مشروع توسعة الحرم النبوي عام 1372هـ
وظلت المدرسة مدة ثمان سنوات تتنقل من مبنى مستأجر إلى آخر حتى استقرت في مبنى حكومي عام1380هـ.
عندما انتقلت المدرسة إلى السيادة السعودية كان المشرف عليها السيد عبد القادر شلبي ويوقع أو ينيب عنه الأستاذ محمد سالم الحجيلي، وبعد استقالته تولى إدارة المدرسة الأستاذ محمود الحمصي إلى عام 1352هـ، وزامله في ذلك الحين الأساتذة: أحمد صقر، محمد صقر، محمد سالم الحجيلي، محمد زيدان، محمد سعيد مدرس، محمد الكتامي.

### الحصص والخطط الدراسية
| المواد                   | عدد الحصص في السنة الأولى | في السنة الثانية | في السنة الثالثة | في السنة الرابعة |
| ------------------------ | ------------------------- | ---------------- | ---------------- | ---------------- |
| القرآن الكريم            | 3                         | 3                | 3                | 3                |
| التجويد                  | 2                         | 1                | -                | -                |
| التوحيد                  | 3                         | 3                | 2                | 2                |
| الفقه                    | 3                         | 3                | 2                | 2                |
| اللغة العربية            | 8                         | 8                | 8                | 8                |
| الخط                     | 2                         | 2                | 1                | 1                |
| التاريخ                  | 1                         | 1                | 2                | 2                |
| الأخلاق والتربية الوطنية | -                         | -                | 1                | 2                |
| الجغرافيا                | 2                         | 2                | 2                | 2                |
| الحساب                   | 5                         | 5                | 4                | 4                |
| الهندسة العملية          | -                         | 1                | 2                | 2                |
| الأشياء ومبادئ العلوم    | 1                         | 1                | 1                | -                |
| الصحة                    | -                         | -                | 1                | -                |
| الرسم                    | -                         | -                | 1                | 1                |
| اللغة الإنجليزية         | 4                         | 4                | 4                | 4                |

استمر التدريس بهذه الخطة الدراسية حتى عام 1355هـ، وأضيفت مواد أخرى، وهي: التهذيب، المحادثة، الإنشاء، المطالعة، الإملاء، المحفوظات، القواعد والتطبيقات، تقويم البلدان، مسك الدفاتر. ويلاحظ كثرة المواد والحصص الدراسية سواء في الخطة الدراسية الأولى أو الثانية، وهذا الأمر مقبول ومعقول؛ لأن العام الدراسي كان (إحدى عشر) شهرًا، ولم يكن هناك إجازة عدا إجازة عيدي الفطر والأضحى، ويضاف إلى ذلك أن الطالب لا يلتحق بالمدرسة التحضيرية إلا بعد أن يكون قد انتسب إلى الكتّاب ثم يدرس مدة ثلاث سنوات في المدرسة التحضيرية، ويليها الدراسة مدة أربع سنوات في المدرسة الابتدائية، وبذلك يتخرج الطالب من المرحلة الابتدائية وهو في العشرين من عمره بالجاهزية المناسبة لخدمة الدين والوطن وشغل الوظائف الحكومية آنذاك.

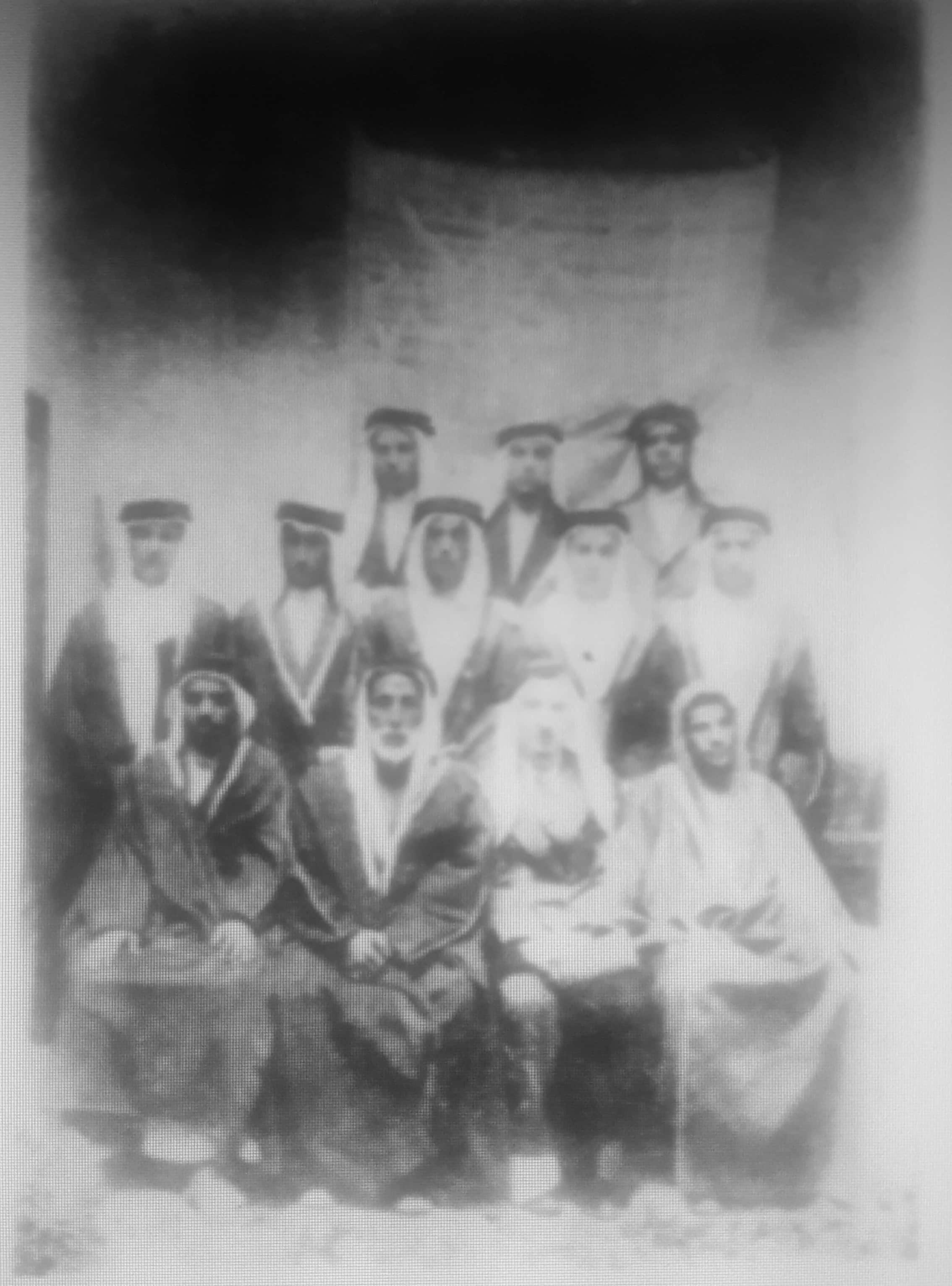
صورة التقطت عام 1357هـ في ساحة مدرسة الناصرية بمناسبة الاحتفال بحصول السيد عمر السقاف على الترتيب الأول على مستوى المدرسة الناصرية

في عام 1361-1362هـ تم دمج المرحلتين التحضيرية والابتدائية في مرحلة واحدة تسمى (المرحلة الابتدائية) ومدة الدراسة فيها ست سنوات. وفي عام 1362-1363هـ كان هناك اختباران لنيل الشهادة الابتدائية، الأول ( للسنة الرابعة ابتدائية، أي السابعة بالمسبة للمرحلة الابتدائية)، والناجحون في الاختبار الأول ينتقلون إلى الصف الثاني ثانوي. أما الثاني فهو للسنة السادسة، يلتحق المجتازون له بالصف الأول ثانوي الذي افتتح في نفس العام.

### أول مدير للمدرسة
أول مدير للمدرسة هو الشيخ عبد القادر بن توفيق الشلبي، ولد في مدينة طرابلس بلبنان عام 1293هـ، وتقى تعليمه في مدارسها. وأخذ العلوم العلوم الدينية عن كبار علمائها، امتاز بحسن خطه وكان يكتب بأكثر من خط؛ ونظرًا لذلك كلفه الملك عبدالعزيز بإعادة كتابة بعض أسماء النبي محمد في المواجهة الشريفة. جاء إلى المدينة المنورة وهو في السابعة عشر من عمره وجلس للتدريس في المسجد النبوي، تولى رئاسة هيئة الآثار النبوية في الحكم العثماني، وأثناء الحكم الهاشمي تولى مديرية المعارف بالمدينة المنورة، وفي عهد الملك عبدالعزيز استمر إشرافه على المدارس بأمر من الملك عام 1344هـ، ثم قدم عبد القادر استقالته من المهام الموكلة إليه رغبة منه في التفرغ لتدريس تلاميذه في بيته واستمر في ذلك حتى وفاته عام 1373هـ.

### أوائل الخريجين من المدرسة (الدفعة الأولى)
- علي سعيد مدرس
- السيد علي حسين عامر
- عارف علي براده
- حسن إسماعيل أفندي
- علي سعيد الكندرجي
- السيد هاشم مصطفى كردي
- أحمد إسماعيل أفندي
- أنور يوسف بصراوي
- السيد ناصر غوث
- السيد يوسف زين مدني.[5]

## من أشهر خريجي المدرسة
معالي السيد عمر السقاف الذي أصبح من أشهر رجالات الدولة السعودية الثالثة، وتقلد مناصب عدة بوزارة الخارجية، إلى جانب العمل الدبلوماسي في إندونيسيا وإيطاليا ولندن. تخرج في عام 1357هـ بالتريب الأول على دفعته من المدرسة الناصرية.

## الاحتفال بمرور خمسين عام على تأسيس المدرسة
احتفلت وزارة المعارف بمرور خمسين عام على تأسيس المدرسة الناصرية، وكان الاحتفال في عهد الملك فيصل بن عبدالعزيز آل سعود عام 1394هـ على مدى ثلاثة أيام بحضور منسوبي المدرسة القدامى من معلمين وخريجين. وأُصدر بهذه المناسبة كتاب (المدرسة الناصرية بالمدينة المنورة) وأهدي إلى الملك عبدالعزيز، إلى جانب إقامة معرض خاص بسجلات ومذكرات المدرسة في العمل الإداري من عام 1344هـ.

## وصلات خارجية
- الناصرية .. بداية الانتقال من زمن الكتاتيب إلى المؤسسة المدرسية